# 350173 Yoshidanaoki
350173 Yoshidanaoki è un asteroide della fascia principale. Scoperto nel 2006, presenta un'orbita caratterizzata da un semiasse maggiore pari a 2,9481106 au e da un'eccentricità di 0,0361896, inclinata di 0,31000° rispetto all'eclittica.